# 小野寺紳
小野寺 紳（おのでら しん、1959年 - ）は日本のパズル、なぞなぞ作家。

## 経歴
小学6年生の頃から、マンガ雑誌や深夜ラジオなどに投稿を始める。理由は「賞品がほしいから」。特に、ラジオ時代の「欽ドン!」やサブカルチャー雑誌の「ビックリハウス」では常連投稿者として有名であった。俳句や似顔絵などの投稿を続けるうちにパズル作家、岡田光雄に出会う。「専門分野を持ちなさい」とアドバイスを受け、大学卒業後は岡田の事務所でクロスワードパズル・なぞなぞ制作に打ち込む。
数々のパズル本・テレビ番組・ゲームを手がける一方、「小野寺紳度五」の名義で、2008年に日本芸術文化振興会が募集した新作の漫才・コントの脚本で「清栄会奨励賞」を受賞した。

## 作品
- 通勤・通学　パズルでGO!!　（コスモ文庫　2001年）
- 史上最低のオヤジクイズ　2002　（竹書房文庫　2001年）
- 3Dおもしろクイズ　（竹書房　1993年）
- マジカル頭脳パワー!!　-問題監修-　（日本テレビ）
- DSソフト　レイトン教授シリーズ　-ナゾ制作-　（レベルファイブ）

など。
多湖輝著、「頭の体操」シリーズの数巻にも名前がクレジットされている。週刊少年マガジンの読者コーナー「ピモピモ広場（-2004年）」の担当も務めていた。